# 4999 MPC
A 4999 MPC (ideiglenes jelöléssel 1987 CJ) a Naprendszer kisbolygóövében található aszteroida. Eric Walter Elst fedezte fel 1987. február 2-án.